# Le Repos de Diane chasseresse
Le Repos de Diane chasseresse est un tableau réalisé par le peintre flamand Jacob Jordaens en 1640-1650. De format horizontal, cette huile sur toile est une peinture mythologique qui représente Diane se reposant après une chasse, entourée de faunes et de nymphes, ainsi que de différentes prises comprenant un sanglier, des chevreuils ou un renard. Don de la Société des amis du Louvre en 1982, l'œuvre est conservée au musée du Louvre, à Paris en France.